# Kasrān
Kasrān (persiska: کسران) är en ort i Iran.   Den ligger i provinsen Zanjan, i den nordvästra delen av landet, 290 km nordväst om huvudstaden Teheran. Kasrān ligger 982 meter över havet och antalet invånare är 224.
Terrängen runt Kasrān är bergig åt sydväst, men åt nordost är den kuperad. Runt Kasrān är det ganska glesbefolkat, med 47 invånare per kvadratkilometer. Närmaste större samhälle är Gowhar, 7,8 km öster om Kasrān. Trakten runt Kasrān består i huvudsak av gräsmarker.